# David de Coz
David Gutiérrez de Coz, más conocido como David de Coz, (Sevilla, 6 de febrero de 1980) es un exfutbolista español que jugaba de lateral derecho. Su último equipo fue el Club Deportivo Lugo.
Jugó 238 partidos en Segunda División repartidos entre distintos equipos. Además jugó en Primera División con el Real Murcia.

## Carrera deportiva
De Coz comenzó su carrera deportiva en el Betis B, en el que jugó entre 1999 y 2003, cuando el club se encontraba en Segunda División B. En el filial bético disputó 80 partidos.
En 2003 fichó por la Asociación Deportiva Ceuta, que también jugaba en Segunda División B. Su buen rendimiento con el club ceutí, le llevó a fichar por el Xerez CD de la Segunda División, tras dos temporadas en Ceuta.
Con el Xerez fue titular indiscutible en la temporada 2005-06, en la que disputó 30 partidos y marcó 2 goles, mientras que en la otra temporada que jugó en el Xerez su aportación fue menor.
Esto no impidió que para la temporada 2007-08, De Coz, fichase por el Real Murcia de la Primera División, en un fichaje para cubrir la baja del veterano Curro Torres, con una lesión de larga duración. En Primera División debutó el 24 de noviembre de 2007, jugando los 90 minutos en el empate a 1 frente al Real Madrid en la Nueva Condomina.
De Coz terminó la temporada 2007-08 con 20 partidos disputados con el Murcia, que acabó la temporada descendiendo a Segunda División. Pese al descenso, De Coz, continuó en el equipo siendo un futbolista clave en la temporada 2008-09 y en la temporada 2009-10, campaña en la que el Real Murcia consumó el descenso a Segunda División B.
Tras el descenso del clu murciano fichó por el Córdoba, que también jugaba en Segunda División, donde permaneció una temporada. 
Para la temporada 2011-12 fichó por el Granada Club de Fútbol que, a su vez, lo cedió al Cádiz, que jugaba en Segunda División B, y que tenía como objetivo el ascenso a Segunda División. Sin embargo, y pese a haber quedado el Cádiz en primera posición en el grupo 4º de Segunda B, no consiguieron ascender, después de perder en la promoción de campeones frente al Real Madrid Castilla, primero, y con el Lugo, después, quedándose a las puertas del ascenso en ambos casos.
Después de no conseguir el ascenso con el Cádiz, se marchó cedido por el Granada al Lugo, equipo que eliminó al Cádiz, y que sí logró el ascenso a Segunda División. Con el Lugo jugó 33 partidos y marcó 1 gol, realizando una muy buena temporada, lo que hizo que el club se lo quedase en propiedad.
En la temporada 2013-14 mantuvo el nivel de la campaña anterior, mientras que en la 2014-15 y en la temporada 2015-16 bajó su nivel, retirándose al final de la última temporada.

## Clubes
| Club           | País   | Año         |
| -------------- | ------ | ----------- |
| Betis B        | España | 1999 - 2003 |
| AD Ceuta       | España | 2003 - 2005 |
| Xerez CD       | España | 2005 - 2007 |
| Real Murcia    | España | 2007 - 2010 |
| Córdoba        | España | 2010 - 2011 |
| Granada        | España | 2011 - 2013 |
| Cádiz (cedido) | España | 2011 - 2012 |
| Lugo (cedido)  | España | 2012 - 2013 |
| Lugo           | España | 2013 - 2016 |